# Señorío de Chuquibamba
El Señorío Chuquibamba o Cultura Chuquibamba fue un estado precolombino del Antiguo Perú en el Intermedio Tardío.

## Ubicación
Se ubicó y desarrolló en la localidad de Chuquibamba, provincia de Condesuyos en la parte norte de Arequipa , que se extendió por la parte sur del departamento de Ayacucho y mantuvo contactos con el departamento del Cuzco. 

## Historia
La cultura chuquibamba surgió después del colapso de culturas tiwanaku y wari, alrededor del año 800 d.c.
Los asentamientos de esta cultura son generalmente identificados con los collaguas, especialmente notables en el Valle del Colca.

## Cerámica
La cerámica chuquibamba muestra tanto ornamentación en negros como en blancos en otras cerámicas. También se presentan formas y figuras como una cerámica de una estrella de ocho puntas y otros jarrones.

Vasija Chuquibambina.

Cerámicas de Chuquibamba